# Эров, Илья Сергеевич
Илья Сергеевич Эров (1900 — 5 января 1918) — красногвардеец.

Эров И.С.

Рабочий завода Рейснера в Дорогомилово.
Участвовал в защите Брянского вокзала, Бородинского моста, штурме 5-й школы прапорщиков у Смоленского рынка в Москве.
Погиб при теракте правых эсеров, организовавших взрыв в Дорогомиловском Совете (М. Дорогомиловская, 22). В момент взрыва стоял часовым на посту в Совете.
В 20-е годы заводу Рейснера присвоено имя И. Эрова (в настоящее время этот завод не существует).
Похоронен у Кремлёвской стены.